# Морський шлях Святого Лаврентія
Морський шлях Святого Лаврентія (Saint Lawrence Seaway, фр. Voie maritime du Saint-Laurent) — система шлюзів, каналів і проток, що дозволяє океанським кораблям пропливати з Атлантичного океану до північноамериканських Великих озер аж до Верхнього озера. З юридичної точки зору він починається в Монреалі і закінчується в озері Ері, включаючи Уеллендський канал. Морський шлях названий по річці Святого Лаврентія, по якій він проходить від озера Онтаріо до Атлантичного океану. Ця частина морського шляху не є безперервним каналом, а складається з ділянок судноплавних проток в річці, кількох шлюзів і каналів для обходу порогів і дамб на шляху. Кілька шлюзів обслуговується канадською Saint Lawrence Seaway Management Corporation, а решта — американською Saint Lawrence Seaway Development Corporation.